# I Missed Us
| Recensione | Giudizio |
| ---------- | -------- |
| AllMusic   |          |

I Missed Us è il quarto album in studio del gruppo musicale femminile statunitense SWV, pubblicato nel 2012. Il disco segna il ritorno ufficiale sulle scene del trio, che si era sciolto nel 1998.

## Tracce
1. Co-Sign – 3:43 (Cainon Lamb, Taurian Osborn)
2. All About You – 3:41 (Cainon Lamb, Tami L. August, Taurian Osborn)
3. Show Off (feat. A.X.) – 3:45 (Cainon Lamb, Taurian Osborn, Raymond Gordon, Alexander Gardner)
4. Everything I Love – 3:33 (Cainon Lamb, Raymond Gordon)
5. Do Ya (feat. Brianna Perry) – 3:30 (Cainon Lamb, Shonie Sharell Osumanu, Brianna Perry)
6. The Best Years – 4:56 (Cainon Lamb, Anthony Randolph, Atozzio Towns)
7. I Missed Us – 3:34 (Cainon Lamb, Taurian Osborn)
8. Better Than I – 3:36 (Cainon Lamb, Taurian Osborn, Anthony Randolph, Zorenzo Smith, Nehemie Celestin)
9. Keep You Home – 3:36 (Cainon Lamb, Raymond Gordon)
10. Time To Go – 2:44 (Bryan-Michael Cox, Kevin Ross)
11. Use Me – 3:07 (Bryan-Michael Cox, Kevin Ross)
12. Love Unconditionally – 3:58 (Carvin "Ransum" Haggins, Jean Baylor, Ivan "Orthodox" Barias, Leonard Stephens)
13. If Only You Knew – 5:10 (Cynthia Biggs, Kenneth Gamble, Dexter Wansel)